# Jim Ard
Jimmie Lee Ard (Seattle, Washington, 19 de septiembre de 1948) es un exjugador de baloncesto estadounidense que disputó 8 temporadas como profesional, cuatro en la ABA y otras 4 en la NBA. Con 2,03 metros de altura, jugaba en la posición de ala-pívot. Fue campeón de la NBA vistiendo la camiseta de los Boston Celtics en 1976.

## Trayectoria deportiva

### Universidad
Jugó durante 4 temporadas con los Bearcats de la Universidad de Cincinnati, en las que promedió 16,5 puntos y 12,4 rebotes por partido. es el sexto jugador de la universidad en alcanzar más rápidamente los 1000 puntos con la camiseta de los Bearcats, al hacerlo en 63 partidos, en una lista que encabeza Oscar Robertson.

### Profesional
Fue elegido en la sexta posición del Draft de la NBA de 1970 por Seattle Supersonics, y también en la primera ronda del de la ABA por New York Nets, eligiendo esta última opción. Jugó durante 3 temporadas en Nueva York, saliendo siempre desde el banquillo. Su mayor logro fue el ayudar a su equipo a llegar a las Finales de la liga en 1972, donde cayeron ante Indiana Pacers por 4 a 2. Ard colaboró ese año con 5,6 puntos y 5,2 rebotes por partido. En 1973 es traspasado a Memphis Tams, donde solo puede jugar 23 partidos a causa de las lesiones, pero mejorando sus estadísticas dejándolas en 6,4 puntos y 5,9 rebotes por encuentro.
En 1975 fue fichado por Boston Celtics, de la NBA, para dar minutos de descanso a una de sus figuras, Dave Cowens. En su primera temporada con la camiseta verde jugó poco más de 13 minutos por noche, promediando 3,8 puntos y 3,4 rebotes. Pero su momento estelar llegaría al año siguiente, en la temporada 1975-76. Los Celtics se plantaron en las Finales de la NBA ante Phoenix Suns. En el quinto partido de la serie, disputado el 6 de junio de 1976, Ard anotó dos tiros libres al final de la tercera prórroga del encuentro, dando la victoria a su equipo por 128-126, y que serviría a la postre para ganar el anillo de campeón en el siguiente encuentro. Esa temporada promedió 3,5 puntos y 3,6 rebotes, siendo el segundo mejor taponador del equipo por detrás de Cowens.
Tras un año más con Boston, nada más comenzar la temporada 1977-78 fue traspasado a Chicago Bulls, donde apenas disputó 14 partidos antes de ser cortado por el equipo, poniendo punto final a su trayectoria profesional. En el total de su carrera promedió 4,4 puntos y 4,3 rebotes por encuentro.

## Estadísticas de su carrera en la NBA y la ABA

### Temporada regular
| Temporada | Edad | Equipo         | Liga  | P   | TIT | MIN  | TC  | TCA | %TC  | 3P  | 3PA | %3P   | TL  | TLA | %TL  | R.OF. | R.DEF. | REB | ASIS | ROB | TAP | PER | FP  | PTS |
| 1970-71   | 22   | New York Nets  | ABA   | 73  |     | 14.1 | 2.4 | 5.2 | .455 | 0.0 | 0.0 | .000  | 1.1 | 1.8 | .598 | 1.5   | 3.1    | 4.6 | 0.5  |     |     | 1.5 | 1.6 | 5.8 |
| 1971-72   | 23   | New York Nets  | ABA   | 71  |     | 16.1 | 2.2 | 5.0 | .450 | 0.0 | 0.1 | .250  | 1.1 | 1.8 | .606 | 1.7   | 3.4    | 5.2 | 0.5  |     |     | 1.4 | 2.1 | 5.6 |
| 1972-73   | 24   | New York Nets  | ABA   | 42  |     | 10.1 | 1.3 | 3.3 | .379 | 0.0 | 0.1 | .000  | 0.8 | 1.2 | .680 | 1.1   | 2.4    | 3.5 | 0.3  |     |     | 0.7 | 1.2 | 3.3 |
| 1973-74   | 25   | Memphis Tams   | ABA   | 27  |     | 18.6 | 2.4 | 6.1 | .402 | 0.1 | 0.1 | 1.000 | 1.5 | 1.9 | .784 | 1.8   | 4.1    | 5.9 | 1.5  | 0.6 | 0.9 | 1.6 | 1.6 | 6.4 |
| 1974-75   | 26   | Boston Celtics | NBA   | 59  |     | 12.2 | 1.5 | 4.5 | .335 |     |     |       | 0.8 | 1.1 | .738 | 1.0   | 2.4    | 3.4 | 0.7  | 0.2 | 0.5 |     | 1.6 | 3.8 |
| 1975-76   | 27   | Boston Celtics | NBA   | 81  |     | 10.5 | 1.3 | 3.6 | .364 |     |     |       | 0.9 | 1.2 | .710 | 1.2   | 2.4    | 3.6 | 0.6  | 0.1 | 0.4 |     | 1.7 | 3.5 |
| 1976-77   | 28   | Boston Celtics | NBA   | 63  |     | 15.4 | 1.5 | 4.0 | .378 |     |     |       | 0.8 | 1.2 | .645 | 1.2   | 3.5    | 4.7 | 0.8  | 0.3 | 0.4 |     | 2.0 | 3.8 |
| 1977-78   | 29   | TOTAL          | NBA   | 15  |     | 8.3  | 0.5 | 1.1 | .471 |     |     |       | 0.2 | 0.3 | .600 | 0.6   | 1.8    | 2.4 | 0.5  | 0.0 | 0.0 | 0.9 | 1.3 | 1.3 |
| 1977-78   | 29   | Boston Celtics | NBA   | 1   |     | 9.0  | 0.0 | 1.0 | .000 |     |     |       | 1.0 | 2.0 | .500 | 1.0   | 3.0    | 4.0 | 1.0  | 0.0 | 0.0 | 0.0 | 1.0 | 1.0 |
| 1977-78   | 29   | Chicago Bulls  | NBA   | 14  |     | 8.3  | 0.6 | 1.1 | .500 |     |     |       | 0.1 | 0.2 | .667 | 0.6   | 1.7    | 2.3 | 0.5  | 0.0 | 0.0 | 1.0 | 1.3 | 1.3 |
| Total     |      |                | TOTAL | 431 |     | 13.4 | 1.7 | 4.3 | .402 | 0.0 | 0.1 | .235  | 0.9 | 1.4 | .662 | 1.3   | 2.9    | 4.3 | 0.6  | 0.2 | 0.5 | 1.3 | 1.7 | 4.4 |
|           |      |                | NBA   | 218 |     | 12.2 | 1.4 | 3.8 | .361 |     |     |       | 0.8 | 1.1 | .695 | 1.1   | 2.7    | 3.8 | 0.7  | 0.2 | 0.4 | 0.9 | 1.8 | 3.5 |
|           |      |                | ABA   | 213 |     | 14.6 | 2.1 | 4.9 | .435 | 0.0 | 0.1 | .235  | 1.1 | 1.7 | .639 | 1.6   | 3.2    | 4.8 | 0.6  | 0.6 | 0.9 | 1.3 | 1.7 | 5.3 |

### Playoffs
| Temporada | Edad | Equipo         | Liga  | P  | MIN | TCA | TC | 3PA | 3P | TLA | TL | R.OF. | REB | ASIS | ROB | TAP | PER | FP | PTS | %TC  | %3P  | %FT  | MIN  | PTS | REB | AST |
| 1970-71   | 22   | New York Nets  | ABA   | 6  | 98  | 16  | 29 | 0   | 0  | 15  | 22 | 11    | 29  | 3    |     |     | 6   | 15 | 47  | .552 |      | .682 | 16.3 | 7.8 | 4.8 | 0.5 |
| 1971-72   | 23   | New York Nets  | ABA   | 13 | 117 | 14  | 32 | 0   | 2  | 3   | 10 |       | 28  | 4    |     |     | 6   | 19 | 31  | .438 | .000 | .300 | 9.0  | 2.4 | 2.2 | 0.3 |
| 1974-75   | 26   | Boston Celtics | NBA   | 5  | 14  | 1   | 8  |     |    | 0   | 0  | 2     | 2   | 1    | 0   | 1   |     | 5  | 2   | .125 |      |      | 2.8  | 0.4 | 0.4 | 0.2 |
| 1975-76   | 27   | Boston Celtics | NBA   | 16 | 110 | 13  | 29 |     |    | 11  | 14 | 10    | 26  | 8    | 1   | 3   |     | 29 | 37  | .448 |      | .786 | 6.9  | 2.3 | 1.6 | 0.5 |
| Total     |      |                | TOTAL | 40 | 339 | 44  | 98 | 0   | 2  | 29  | 46 | 23    | 85  | 16   | 1   | 4   | 12  | 68 | 117 | .449 | .000 | .630 | 8.5  | 2.9 | 2.1 | 0.4 |
|           |      |                | NBA   | 21 | 124 | 14  | 37 |     |    | 11  | 14 | 12    | 28  | 9    | 1   | 4   |     | 34 | 39  | .378 |      | .786 | 5.9  | 1.9 | 1.3 | 0.4 |
|           |      |                | ABA   | 19 | 215 | 30  | 61 | 0   | 2  | 18  | 32 | 11    | 57  | 7    |     |     | 12  | 34 | 78  | .492 | .000 | .563 | 11.3 | 4.1 | 3.0 | 0.4 |